# Distretto di Areza
Il distretto di Areza è uno dei dieci distretti della regione del Sud, in Eritrea. Ha per capoluogo la città di Areza.